# Acianthera purpureoviolacea
Acianthera purpureoviolacea é uma espécie de orquídea, que pertence à família das Orchidaceae, originária do Brasil. Ela é originária da Mata Atlântica, mais especificamente de São Paulo - SP, ela epífita em florestas úmidas sob baixa luminosidade, atualmente considerada extinta na natureza (pelo fato da falta de seu habitat). Ela se caracteriza por suas flores de cor escura, quase inteiramente púrpura.